# Alfons Peeters
Alfons "Fons" Peeters (Koersel, 21 januari 1943 – Sint-Truiden, 5 januari 2015) was een Belgisch voetballer. Hij speelde tussen 1967 en 1969 ook vier keer voor de Rode Duivels.

## Carrière
Fons Peeters werd geboren in het Limburgse Koersel en begon op 10-jarige leeftijd te voetballen bij Beringen FC. In 1960 debuteerde hij bij die club in het A-elftal. Ondanks zijn jonge leeftijd speelde hij regelmatig bij Beringen, dat toen in de Tweede Klasse speelde. Een seizoen later werd hij een vaste waarde in de ploeg en slaagde de club er in om naar de hoogste afdeling te promoveren. Het hoogtepunt van zijn verblijf bij Beringen was de tweede plaats in het eindklassement van het seizoen 1963-'64. De club eindigde toen net achter landskampioen RSC Anderlecht.
In 1966 verliet Peeters de club en trok naar Olympic Charleroi, dat in de Tweede Klasse speelde. Een stap terug, zo leek het, maar reeds één seizoen na de komst van Peeters promoveerde de club naar de Eerste Klasse. Peeters zelf werd beloond met een eerste selectie voor de Rode Duivels. In 1968 eindigde Olympic Charleroi wel op de laatste plaats, waardoor het avontuur in de Eerste Klasse slechts één seizoen duurde. Peeters zelf verliet de club en kreeg een transfer naar RSC Anderlecht te pakken.
Bij Anderlecht speelde de verdediger onder trainer Norberto Höfling regelmatig. Maar toen de Roemeense coach werd ontslagen en vervangen door Pierre Sinibaldi, kwam Peeters amper aan spelen toe. De concurrentie was groot bij Anderlecht, dat in die periode kon rekenen op andere verdedigers zoals Gilbert Van Binst, Jean Plaskie, Georges Heylens, Jos Volders en Jean Cornelis. In 1970 stond Anderlecht in de finale van de Beker der Jaarbeurssteden, de voorloper van de UEFA Cup, tegenover Arsenal FC. Het was de eerste Europese finale uit de geschiedenis van de club. Peeters mocht in de heenwedstrijd in Anderlecht na 68 minuten invallen voor Cornelis. Anderlecht won de wedstrijd met 3-1, maar ging in Engeland met 3-0 verliezen. In 1970 nam bondscoach Raymond Goethals hem mee naar het WK 1970 in Mexico.
Na Anderlecht zakte Peeters terug af naar de Tweede Klasse, waarin hij aan de slag ging bij AA Gent. Bij deze club bleef hij drie seizoenen voetballen. In 1974 stopte hij met voetbal op het hoogste niveau. Hij speelde wel nog voor enkele kleinere clubs: KVV Looi Sport Tessenderlo (1974-'76), KVV Weerstand Koersel (speler-trainer, 1976-'78) en Peer SV (1978-'80).
Na zijn loopbaan als voetballer bleef hij in het voetbalmilieu. Zo was hij in de eindronde van seizoen 1989-'90 even trainer van KRC Genk. De club won de eindronde en promoveerde zo naar de Eerste Klasse. Later was hij ook nog trainer van onder meer Sparta Kuringen. Daar werkte hij samen met zijn trouwe "sidekick" Cornelius Huisman. Peeters is overleden op 5 januari 2015. Hij verloor de strijd tegen kanker.

## Spelerstatistieken
| Seizoen | Club              | Land   | Competitie    | Wed. | Goals |
| ------- | ----------------- | ------ | ------------- | ---- | ----- |
| 1960/61 | Beringen FC       | België | Tweede Klasse | 14   | 11    |
| 1961/62 | Beringen FC       | België | Tweede Klasse | 26   | 15    |
| 1962/63 | Beringen FC       | België | Eerste Klasse | 23   | 2     |
| 1963/64 | Beringen FC       | België | Eerste Klasse | 30   | 3     |
| 1964/65 | Beringen FC       | België | Eerste Klasse | 21   | 0     |
| 1965/66 | Beringen FC       | België | Eerste Klasse | 25   | 1     |
| 1966/67 | Olympic Charleroi | België | Tweede Klasse | 30   | 3     |
| 1967/68 | Olympic Charleroi | België | Eerste Klasse | 22   | 1     |
| 1968/69 | RSC Anderlecht    | België | Eerste Klasse | 17   | 0     |
| 1969/70 | RSC Anderlecht    | België | Eerste Klasse | 16   | 0     |
| 1970/71 | RSC Anderlecht    | België | Eerste Klasse | 3    | 0     |
| 1971/72 | AA Gent           | België | Tweede Klasse | 28   | 0     |
| 1972/73 | AA Gent           | België | Tweede Klasse | 29   | 1     |
| 1973/74 | AA Gent           | België | Tweede Klasse | 17   | 2     |
| Totaal  |                   |        |               | 301  | 39    |